# Costa del Pallio
Costa del Pallio este o arie protejată (arie de protecție specială avifaunistică — SPA) din Italia întinsă pe o suprafață de 295 ha, integral pe uscat.

## Localizare
Centrul sitului Costa del Pallio este situat la coordonatele 45°52′09″N 9°30′36″E / 45.869147°N 9.509958°E.

## Înființare
Situl Costa del Pallio a fost declarat arie de protecție specială avifaunistică în ianuarie 2004 pentru a proteja 32 de specii de animale.

## Biodiversitate
Situată în ecoregiunea alpină, aria protejată conține 7 habitate naturale: Grohotișuri termofile și vest-mediteraneene, Păduri de fag Asperulo-Fagetum, Pajiști alpine și subalpine calcaroase, Păduri ilirice de Fagus sylvatica (Aremonio-Fagion), Păduri pe pante, grohotișuri și ravene de Tilio-Acerion, Formațiuni ierboase bogate în specii de Nardus, dezvoltate pe substraturi silicioase în zone montane (și în zone submontane, în Europa continentală), Pajiști uscate seminaturale și facies de acoperire cu tufișuri pe substraturi calcaroase (Festuco-Brometalia) (* situri importante pentru orhidee).
La baza desemnării sitului se află mai multe specii protejate:
- păsări (31): pițigoi codat (Aegithalos caudatus), fâsă de pădure (Anthus trivialis), caprimulg (Caprimulgus europaeus), sticlete (Carduelis carduelis), șerpar (Circaetus gallicus), corb (Corvus corax), prepeliță (Coturnix coturnix), pițigoi albastru (Cyanistes caeruleus), ciocănitoare pestriță mare (Dendrocopos major), presură galbenă (Emberiza citrinella), măcăleandru (Erithacus rubecula), vânturel roșu (Falco tinnunculus), cinteză (Fringilla coelebs), Fringilla montifringilla, sfrâncioc roșiatic (Lanius collurio), câneparul (Linaria cannabina), codobatură galbenă (Motacilla alba), muscar sur (Muscicapa striata), pițigoi mare (Parus major), pițigoi de brădet (Periparus ater), pitulice de munte (Phylloscopus bonelli), pitulice de munte (Phylloscopus collybita), aușel sprâncenat (Regulus ignicapilla), aușel cu cap galben (Regulus regulus), mărăcinar (Saxicola rubetra), mărăcinar negru (Saxicola torquatus), scatiu (Spinus spinus), huhurez mic (Strix aluco), silvie cu cap negru (Sylvia atricapilla), silvie-mică (Sylvia curruca), pănțărușul (Troglodytes troglodytes)
- amfibieni (1): izvoraș-cu-burta-galbenă (Bombina variegata)

Pe lângă speciile protejate, pe teritoriul sitului au mai fost identificate 33 de specii de plante, 7 specii de mamifere, 5 specii de reptile.